# Métropole de Cassandrie
La métropole de Cassandrie (en grec byzantin : Ιερά Μητρόπολις Κασσανδρείας) est un évêché du Patriarcat œcuménique de Constantinople provisoirement autorisé à participer à la vie synodale de l'Église orthodoxe de Grèce. Elle est située en Chalcidique c'est-à-dire en Macédoine, en Grèce du Nord. Son siège n'est pas à Kassandria, dans la presqu'île de Cassandra, la plus occidentale des trois presqu'îles de Chalcidique, mais à Polýgyros, en Chalcidique centrale, au pied du mont Holomondas.

## Cathédrale
- C'est l'église Saint-Nicolas de Polýgyros.

## Métropolites
- Métropolite Synésios (né Visvinis en Aulide en 1912)
- Métropolite Nicodème depuis 2001

## Histoire
- Le siège épiscopal de Cassandrie avait rang d'archevêché au XIIIe siècle, et celui d'Ardaméri voisin, d'évêché.

## Usages de la titulature hors de l'orthodoxie
- L'Église latine conféra le titre de 1928 à 1987 à des évêques sans évêché et en particulier, de 1947 à 1987, à un évêque auxiliaire de l'archevêque de Besançon.

## Territoire

### Dans le district régional de Thessalonique
Entre le territoire d'Ierissos au nord-est et l'exclave de la métropole de Néa Krini à l'ouest (caps Tourla et Épanomis).
- Thérmi
- Néos Raidestos
- Vassilika
- Souroti
- Messiméri
- Trilophos
- Plagiari
- Paréa

### En Calchidique centrale
Les localités suivantes et tous les territoires de Chalcidique situés au sud et à l'ouest de la ligne qu'ils forment.
- Galarinos
- Vavdos
- Polýgyros
- Vrasta
- Métangitsi
- Plana
- Pyrgadika

### Péninsules de Kassandra et de Sithonia
- Kassandria
- Néa Marmaras

## Monastères

### Monastères d'hommes
- Monastère de la Dormition de la Mère de Dieu à Polýgyros.

### Monastères de femmes
- Métochion de l'Annonciation à la Mère de Dieu, à Ormylia, 100 moniales, dépendance du monastère de Simonopetra (Athos).

## Solennités locales
- La fête de l'Annonciation le 25 mars au métochion d'Ormylia.

## Sources
- (el) Le site de la métropole : https://imkassandreias.gr/